# Лігун Анатолій Олександрович
Лигун Анатолій Олександрович (25 червня 1947, П'ятихатки — 1 березня 2008, Кам'янське) — український математик. Доктор фізико-математичних наук (1986).

## Життєпис
Народився 1947 року у місті П'ятихатки Дніпропетровської області.
1965-70 — студент, 1971-74 — аспірант Дніпровського національного університету імені Олеся Гончара.
З 1974 — співробітник Дніпропетровського університету. Кандидат фізико-математичних наук (1974).
З 1980 — доцент кафедри вищої математики Дніпровського державного технічного університету. З 1982 по 1994 — завідувач кафедри. Доктор фізико-математичних наук (1986).
Основні роботи — з теорії апроксимації.

## Вшанування пам'яті
Рішенням міської ради Технічному ліцею міста надано ім'я Анатолія Лигуна